# Межник (городское поселение Дедовичи)
Межник (Малый Межник) — упразднённая деревня в Дедовичском районе Псковской области России. Расположена[уточнить] на землях городского поселения Дедовичи.

## География
Находилась в восточной части Псковской области, в зоне хвойно-широколиственных лесов, к востоку от железнодорожной линии Дно — Новосокольники, на расстоянии примерно 3 километров (по прямой) к югу от посёлка городского типа Дедовичи, административного центра района.

## История
По сведениям 1872—1877 годов было 4 двора, числился 21 житель мужского пола и 24 — женского. Деревня входила в Лихачёвскую волость Порховского уезда Псковской губернии.
Снята с учёта решением облисполкома от 12 ноября 1979 года № 398, до того относилась к Красногорскому сельскому совету Дедовичского района.